# Grand Prix Formule 1 van Brazilië 1988
De Grand Prix Formule 1 van Brazilië 1988 werd gehouden op 3 april 1988 in Jacarepagua.

## Verslag
De wintertesten duidden erop dat Ferrari erg competitief aan de start zou komen, net zoals aan het einde van 1987. Ook McLaren en Williams hadden erg goede wagens gebouwd. Nigel Mansell slaagde erin zich als tweede te kwalificeren, achter Ayrton Senna. Een fantastische prestatie voor de Brit na de zware crash in de Grand Prix van Japan in 1987. De tweede rij werd ingenomen door Gerhard Berger en Alain Prost.
In de opwarmronde blokkeerde de versnellingsbak van Senna in eerste versnelling waardoor Senna vanuit de pits in de reservewagen moest vertrekken. Alain Prost leidde vanaf de eerste ronde, met Mansell achter hem op de tweede plaats. In de negentiende ronde toonde een temperatuurmeter aan dat de Williams van de Brit oververhit was, waarna hij in de pits ging en de tweede plaats doorgaf aan Berger. Senna reed een opmerkelijke inhaalrace, waarbij hij tweede reed in de twintigste ronde. Prost ging in de 26ste ronde in de pits zonder de leiding af te geven. Senna ging een ronde later in de pits. Zijn motor viel stil en hij viel terug naar de zesde plaats. Kort erna kreeg hij de zwarte vlag omdat het wisselen van wagens voor de start onreglementair was.
Berger kwam nog tot op tien seconden van Prost, maar kon niet dichterbij komen. Piquet werd derde, voor Derek Warwick in de Arrows, Michele Alboreto in de tweede Ferrari en Satoru Nakajima in de tweede Lotus.

## Uitslag
| Positie | Nr | Rijder             | Team            | Ronden | Tijd/Opgave         | Startplaats | Punten |
| ------- | -- | ------------------ | --------------- | ------ | ------------------- | ----------- | ------ |
| 1       | 11 | Alain Prost        | McLaren-Honda   | 60     | 1:36:06.857         | 3           | 9      |
| 2       | 28 | Gerhard Berger     | Ferrari         | 60     | +9.873              | 4           | 6      |
| 3       | 1  | Nelson Piquet      | Lotus-Honda     | 60     | +1:08.591           | 5           | 4      |
| 4       | 17 | Derek Warwick      | Arrows-Megatron | 60     | +1:13.348           | 11          | 3      |
| 5       | 27 | Michele Alboreto   | Ferrari         | 60     | +1:14.556           | 6           | 2      |
| 6       | 2  | Satoru Nakajima    | Lotus-Honda     | 59     | +1 Ronde            | 10          | 1      |
| 7       | 20 | Thierry Boutsen    | Benetton-Ford   | 59     | +1 Ronde            | 7           |        |
| 8       | 18 | Eddie Cheever      | Arrows-Megatron | 59     | +1 Ronde            | 15          |        |
| 9       | 26 | Stefan Johansson   | Ligier-Judd     | 57     | +3 Rondes           | 21          |        |
| NF      | 22 | Andrea de Cesaris  | Rial-Ford       | 53     | Motor               | 14          |        |
| NF      | 3  | Jonathan Palmer    | Tyrrell-Ford    | 47     | Transmissie         | 22          |        |
| NF      | 24 | Luis Perez-Sala    | Minardi-Ford    | 46     | Chassis             | 20          |        |
| NF      | 30 | Philippe Alliot    | Larrousse-Ford  | 40     | Ophanging           | 16          |        |
| NF      | 31 | Gabriele Tarquini  | Coloni-Ford     | 35     | Ophanging           | 25          |        |
| NF      | 14 | Philippe Streiff   | AGS-Ford        | 35     | Remmen              | 19          |        |
| NF      | 29 | Yannick Dalmas     | Larrousse-Ford  | 32     | Motor               | 17          |        |
| DQ      | 12 | Ayrton Senna       | McLaren-Honda   | 31     | Gediskwalificeerd   | 1           |        |
| NF      | 25 | René Arnoux        | Ligier-Judd     | 23     | Koppeling           | 18          |        |
| NF      | 33 | Stefano Modena     | EuroBrun-Ford   | 20     | Motor               | 24          |        |
| NF      | 5  | Nigel Mansell      | Williams-Judd   | 18     | Motor               | 2           |        |
| NF      | 19 | Alessandro Nannini | Benetton-Ford   | 7      | Motor               | 12          |        |
| NF      | 6  | Riccardo Patrese   | Williams-Judd   | 6      | Motor               | 8           |        |
| NF      | 16 | Ivan Capelli       | March-Judd      | 6      | Motor               | 9           |        |
| NF      | 23 | Adrián Campos      | Minardi-Ford    | 5      | Chassis             | 23          |        |
| NF      | 15 | Mauricio Gugelmin  | March-Judd      | 0      | Versnellingsbak     | 13          |        |
| NF      | 32 | Oscar Larrauri     | EuroBrun-Ford   | 0      | Elektrisch probleem | 26          |        |
| NQ      | 4  | Julian Bailey      | Tyrrell-Ford    |        |                     |             |        |
| NQ      | 9  | Piercarlo Ghinzani | Zakspeed        |        |                     |             |        |
| NQ      | 21 | Nicola Larini      | Osella          |        |                     |             |        |
| NQ      | 10 | Bernd Schneider    | Zakspeed        |        |                     |             |        |
| PQ      | 36 | Alex Caffi         | Dallara-Ford    |        |                     |             |        |

## Statistieken
| Pole-position | Ayrton Senna   | McLaren-Honda | 1:28.096 |
| Snelste ronde | Gerhard Berger | Ferrari       | 1:32.943 |

## Noot
- Dit was het debuut van de Britse coureur Julian Bailey, de Duitse coureur Bernd Schneider, de Spaanse coureur Luis Pérez-Sala, de Braziliaanse coureur Maurício Gugelmin en de Argentijnse coureur Oscar Larrauri.
- Alain Prost verbrak zijn eigen record door de Grote Prijs van Brazilië voor de vijfde keer te winnen.

1972 · 1973 · 1974 · 1975 · 1976 · 1977 · 1978 · 1979 · 1980 · 1981 · 1982 · 1983 · 1984 · 1985 · 1986 · 1987 · 1988 · 1989 · 1990 · 1991 · 1992 · 1993 · 1994 · 1995 · 1996 · 1997 · 1998 · 1999 · 2000 · 2001 · 2002 · 2003 · 2004 · 2005 · 2006 · 2007 · 2008 · 2009 · 2010 · 2011 · 2012 · 2013 · 2014 · 2015 · 2016 · 2017 · 2018 · 2019